# حومل
حُومَل جنس حشرات مفترسة من فصيلة الحومليات ورتبة غمديات الأجنحة. أنواعها المعروفة متوسطة العدد. أعطانها أحراج وغابات بعض مناطق البلاد الحارة.

## الوصف
أجسامها مستطيلة معتدلة التبطيط تطول من 5 إلى 8 سم. رؤوسها مستعرضة عيونها صغيرة بارزة. قرونها الاستشعارية خيطية مستطيلة. تآشيرها وفكوكها وملامسها نظامية. كواسلها شبه اسطوانية. أعمادها لاحفة. قوائمها نشيطة. أثوابها ملونة. تألف الحراج والغابات. تعيش بين الأعشاب.

## الغذاء
قوتها ما تسطيع قنصه من قواقع صغيرة.